# Yoboki
Yoboki (arabisk: يوبوكي) er en by i det vestlige Djibouti. Byen ligger i regionen Dikhil.